# Axel Keller
Axel Keller (* 25. März 1977 in Karl-Marx-Stadt) ist ein ehemaliger deutscher Fußballtorwart.

## Karriere
Axel Keller begann beim FC Karl-Marx-Stadt (ab 1990 Chemnitzer FC) mit dem Fußballspielen. Über den Altchemnitzer BSC kam er 1998 zum Zweitligisten FC Carl Zeiss Jena, für den er bis 2002 insgesamt 57 Zweit- und Regionalliga-Spiele absolvierte. Nachdem Keller für ein Jahr beim TSV 1860 München II unter Vertrag stand, wechselte er zur Saison 2001/02 zum Zweitliga-Aufsteiger 1. FC Schweinfurt 05.
Nach dem Abstieg der Unterfranken holte ihn Trainer Paul Linz im Sommer 2002 zum Zweitliga-Aufsteiger Eintracht Trier, wo Keller nach lediglich 12 Einsätzen in der Spielzeit 2002/03 ab der Saison 2003/04 Stammtorwart wurde. Im Sommer 2004 suchte Trainer Juri Schlünz vom Bundesligisten Hansa Rostock einen Nachfolger für den zum 1. FC Nürnberg abgewanderten zweiten Torhüter Daniel Klewer und fand ihn in Axel Keller. Im Konkurrenzkampf auf der Torwartposition kam Keller jedoch nicht an Stammkeeper Mathias Schober vorbei und absolvierte kein einziges Erst- bzw. Zweitliga-Spiel für die Ostseestädter, kam lediglich für die 2. Herrenmannschaft der Hanseaten zum Einsatz. Bereits im Sommer 2006 wurde der bis 2007 gültige Vertrag im beiderseitigen Einvernehmen aufgelöst.
Zur Saison 2006/07 wechselte Axel Keller – praktisch im Tausch mit Jörg Hahnel – von Rostock zum Zweitligisten FC Erzgebirge Aue. Dort wurde er nach einem Feldverweis für den bisherigen Stammtorwart Tomasz Bobel am 12. Spieltag im Spiel gegen den FC Carl Zeiss Jena zum Stammtorhüter und bestätigte seinen Platz im weiteren Saisonverlauf durch überzeugende Leistungen. In der Saison 2007/08 kehrte Bobel vorerst ins Tor der Erzgebirger zurück, ehe er ab Oktober 2007 wegen einer Schulterverletzung pausieren musste und Keller bis Ende März 2008 wieder zum Stammkeeper wurde. Da er bei der Geburt seiner Tochter dabei sein wollte, anstatt ein Spiel zu bestreiten, kam es zu einem vereinsinternen Streit, an dessen Ende Bobel nach kurierter Schulterverletzung Keller als Stammtorhüter ablöste.
Zur Saison 2008/09 wechselte Axel Keller zu Dynamo Dresden in die neu geschaffene eingleisige Dritte Liga. Nach zweieinhalb Jahren als Stammkeeper der Elbestädter verlor Keller in der Rückrunde der Saison 2010/11 seinen Platz an Benjamin Kirsten. Daraufhin gab der Verein bekannt, dass Kellers zum Saisonende auslaufender Vertrag nicht verlängert werden soll. Nachdem er mit Dynamo noch den Aufstieg in die 2. Bundesliga feiern konnte, beendete er seine Profikarriere und wechselte im Juli 2011 in die sächsische Landesliga zum Heidenauer SV. Mit dem Verein gelang ihm 2012 der Aufstieg in die Oberliga Nordost.
Im Januar 2014 schloss sich Keller dem VfL Pirna-Copitz an und beendete dort im Sommer 2015 seine Karriere.

## Privates
Keller ist gelernter Sozialversicherungsfachangestellter und arbeitet bei einer Krankenversicherung in Dresden im Bereich Marketing. Keller hat eine Tochter sowie einen Sohn und lebt in Dresden.